# 铁将军阿贵
《铁将军阿贵》，又名《铜筋铁骨傻阿贵》或《糊塗王爺鐵將軍》。由北京紫风阳光影视文化有限公司出品，由文龟编剧，蒲腾晋执导。片长35集。

## 角色扮演
- 孙　兴 飾 阿　貴
- 曹　颖 飾 红　绸
- 王　艳 飾 如　意
- 张铁林 飾 乾隆帝
- 王　刚 飾 和　珅
- 徐　峥 飾 和亲王弘昼
- 郭冬临 飾 唐大年
- 朱紫汶 飾 蕭　湘
- 汪　芫 飾 多格格
- 谭非翎 飾 于敏中

## 外部連結
- 亞洲電視 - 糊塗王爺鐵將軍